# PREP
PREP (Prevention and Relationship Enhancement Program) är en fritidskurs som vill hjälpa par - gifta eller sambor - som lever i en fungerande relation att fördjupa, förbättra och utveckla sin relation. PREP hjälper paren till insikter hur de kan hantera de konflikter som förr eller senare drabbar en relation. Tanken är att par kan lära sig olika sätt att tänka, bli bättre på att kommunicera samt träna olika metoder att hantera konflikter.
I Sverige har Statens folkhälsoinstitut rekommenderat staten att stödja forskningen kring "förebyggande underhåll" av relationer och anser t.ex. att mödrahälsovården ska använda PREP. Detta görs också på några platser i landet.

## Historik
Under 1970-talet försökte ett antal forskare vid Indiana University att besvara frågan Varför uppstår äktenskapsproblem?. Forskargruppen, som bestod av professorerna John Gottman, Howard Markman och Clifford Notarius, studerade beteendet hos par med, och par utan, kriser i förhållandet.
Den största skillnaden fanns i kommunikationens kvalitet. Problemparen trappade upp den negativa kommunikationen när man grälade, medan paren utan problem kunde bryta den onda cirkeln tidigt. Den här upptäckten blev grunden till forskarnas första utbildning för par. 
Professor Markman fortsatte att studera kommunikationen. Han upptäckte att det gick att förutsäga risken för äktenskapsproblem och skilsmässa. Nyckeln låg även här i hur paren kommunicerade före äktenskapet och före konflikten.
Tillsammans med några forskarkollegor, t.ex. Susan Blumberg, Frank Floyd och Scott Stanley började Howard Markman utveckla en utbildning som skulle förebygga kriser och skilsmässor. Utbildningsprogrammet döptes till PREP – Prevention and Relationship Enhancement Program. Programmets syfte var att ge par kunskaper och bättre förutsättningar för en lång och bra relation.

## Metoden
PREP är ingen metod utan en kurs som bl.a. Sensus anordnar i Sverige i samverkan med ideellt arbetande par. Metoden är kognitivt lärande och företräds av de flesta utbildade samlevnadsterapeuter. Syftet med PREP är att paren ska utveckla sin medvetenhet om positiva och negativa processer i den egna relationen. De sex viktigaste målen är att paren ska:
- reda ut förväntningar och grundprinciper
- bli bättre på att kommunicera
- bli bättre på konflikthantering
- utveckla intimitet, glädje och vänskap i relationen
- få hjälp att bli överens om relationens framtid
- få hjälpmedel som ökar och förstärker styrkan i relationen

## PREP i Norden
1999 introducerades PREP i Norge. Modum Bads Samlivssenter i Vikersund, en utbildnings- och kompetensorganisation som arbetar med förebyggande hälsovård, anpassade metoden till de förutsättningar som gäller i Norge och Sverige. Organisationen arbetar fortfarande med utvecklingen av PREP.
I Sverige var det Svenska Kyrkans Centrum för familjerelationsfrågor som introducerade PREP. År 2005 tog Sensus studieförbund över ansvaret för PREP i Sverige. 2006 hade uppemot 300 svenskar genomgått utbildning till PREP-ledare. 